# Skoulikádo
Skoulikádo (Skoulikado) är en ort i Grekland.   Den ligger i prefekturen Nomós Zakýnthou och regionen Joniska öarna, i den sydvästra delen av landet, 260 km väster om huvudstaden Aten. Skoulikádo ligger 27 meter över havet och antalet invånare är 653. Den ligger på ön Zakynthos.
Terrängen runt Skoulikádo är kuperad åt sydväst, men åt nordost är den platt. Havet är nära Skoulikádo norrut.Runt Skoulikádo är det ganska tätbefolkat, med 78 invånare per kvadratkilometer. Närmaste större samhälle är Zákynthos, 10,0 km öster om Skoulikádo. Trakten runt Skoulikádo består till största delen av jordbruksmark.